# Macrotrachela petulans
Macrotrachela petulans är en hjuldjursart som beskrevs av Colin Milne 1916. Macrotrachela petulans ingår i släktet Macrotrachela och familjen Philodinidae. Inga underarter finns listade i Catalogue of Life.